# Sarona annae
Sarona annae är en insektsart som beskrevs av Asquith 1994. Sarona annae ingår i släktet Sarona och familjen ängsskinnbaggar. Inga underarter finns listade i Catalogue of Life.